# Sendungsbewusstsein
Als Sendungsbewusstsein bezeichnet man die Überzeugung einer Person oder Gruppierung, die im eigenen Kreis angestrebten Wertvorstellungen, Lehren oder politisch-soziale Ordnungen auf andere auszudehnen und verbindlich zu machen. Diese können von Einzelnen, einer religiösen oder weltanschaulichen Gemeinschaft, einem Volk oder einem politischen Verband, beispielsweise einer Partei, getragen werden.
Der Duden definiert Sendungsbewusstsein „als jemandes feste Überzeugung, zu einer Sendung auserwählt zu sein“. Sendungsbewusstsein gilt laut Meyers Lexikon oft als „ein konstitutiver Bestandteil einer Ideologie und dient vielfach als Rechtfertigungsgrund für Expansionsbestrebungen politischer, religiöser, kultureller, wirtschaftlicher und militärischer Art“.
Sendungsbewusstsein gilt insbesondere als Bestandteil missionierender Religionen. Insbesondere im Messianismus und den messianischen Bewegungen wird die Erwartung eines Retters und Erlösers (Messias) zum Gegenstand einer Mission.
Nach Stefan Samerski lasse sich ein „messianisches Sendungsbewusstsein zur Rettung Europas“ als „identitätsstiftende Momente“ der Zweiten Polnischen Republik herausfiltern, nachdem  „die Leiden des polnischen Volkes“ nach dem Novemberaufstand „theologisch gedeutet und heilsgeschichtlich überhöht“ wurden. Rudolf von Albertini vertritt die Auffassung, dass Dostojewski das russische Sendungsbewusstsein der 1870er Jahre am deutlichsten formuliert. Weiterhin wird der westlichen Welt ein Sendungsbewusstsein für Demokratie und Menschenrechte nach westlicher Prägung zugeschrieben. Samuel P. Huntington kritisiert diese Hegemonie in seinem Werk Kampf der Kulturen.
Walter Laqueur nannte den Putinismus „eine Bemühung, Russlands Sendung weiter zu führen“. Russland müsse gemäß Überzeugung seiner Führung eine „moralische und kulturelle Führungsrolle“ spielen, da der Westen seine Werte aufgegeben habe. Laqueur postulierte 2015 eine Überzeugung des Kremls, dass die Daseinsberechtigung Russlands direkt von dieser Führungsrolle abhinge.